# Johann Baumgartner (Mediziner)
Johann Baumgartner (* 4. Oktober 1900 in Payerbach, Österreich-Ungarn; † 1. Juni 1976 in Linz) war ein österreichischer Mediziner und NS-Funktionär.

## Ausbildung und Beruf
Nach dem Besuch der Volksschule in Payerbach absolvierte Baumgartner das Staatsgymnasium in Wiener Neustadt und legte dort am 12. Dezember 1918 die Matura ab. Er studierte ab September 1919 Medizin an der Universität Wien und promovierte am 7. Mai 1926 zum Doktor der Medizin. Seine Spitalspraxis absolvierte er am St. Johanns Spital in Salzburg, wobei er zunächst Aspirant auf der medizinischen Abteilung war und danach rund ein halbes Jahr auf der gynäkologisch-geburtshilflichen Abteilung eingesetzt wurde. Von November 1926 bis September 1927 war er daraufhin Sekundararzt in der Chirurgie, danach arbeitete er bis Jänner 1928 in der Gynäkologie. Zuletzt war er von Jänner bis Juli 1928 in der medizinischen Abteilung, von Juli 1928 bis Oktober 1928 als Sekundararzt in der Kinderabteilung und im Oktober 1928 erneut in der medizinischen Abteilung beschäftigt.
Baumgartner ging nach seiner Spitalspraxis als Gemeindearzt in die Gemeinde Neukirchen an der Enknach und arbeitete dort von 1929 bis 1938. Des Weiteren war er von März bis Juli 1938 als Vertragsbediensteter im Rang eines Sanitätsrates bei der Landeshauptmannschaft Oberösterreich beschäftigt und mit der Versehung von amtsärztlichen Diensten betraut. Ab 1. Mai 1938 fungierte er zudem als kommissarischer Gauamtsleiter am Amt für Volksgesundheit bei der Gauleitung der NSDAP Oberdonau.
Nach seinem Ausscheiden als Vertragsbediensteter der Landeshauptmannschaft gab Baumgartner seine Tätigkeit als Gemeindearzt auf und übersiedelte im Oktober 1938 nach Linz in die Waltherstrasse 20. Er praktizierte ab Jänner 1939 als Allgemeinmediziner in Linz und wurde am 1. Juli 1939 Angestellter der Reichsstatthalterei Oberdonau. Nachdem er sich im November 1939 für die Stelle des Leiters der Abteilung III (Volkspflege) beworben hatte, wurde er am 11. Mai 1940 zum Kommissarischen Leiter der Abteilung III ernannt. Bereits am 17. Mai 1940 musste er jedoch in Wien zum Militärdienst einrücken, wobei er der Sanitäts-Ersatzabteilung 17 zugeteilt wurde.
Nach seiner Entlassung aus dem Militärdienst am 1. März 1941 wurde Baumgartner am 8. April 1941 zum Medizinalrat und Regierungsdirektor ernannt. Am 2. Jänner 1942 wurde er ein zweites Mal zur Wehrmacht einberufen und per 1. Februar 1942 zum Stabsarzt ernannt. Seine Funktion als Leiter der Abteilung III behielt er hierbei allerdings bei. Neben seiner Funktion als Leiter der Abteilung III arbeitete er aufgrund des kriegsbedingten Personalmangels ab Ende 1943 auch in der Unterabteilung III a (rassenhygienische Selektion).
Baumgartner war in seinen Funktionen für die Erteilung von Eheverboten bzw. Bewilligungen im Gau Oberdonau zuständig, zudem forcierte er Unfruchtbarmachungen.
Nachdem Baumgartner bei Kriegsende als Angehöriger der Wehrmacht in Kriegsgefangenschaft geraten war, wurde er am 30. Juni 1945 auf Anweisung der amerikanischen Militärregierung als „Illegales NSDAP-Mitglied“ aus dem ärztlichen Dienst entlassen. Er absolvierte in der Folge eine Facharztausbildung für Zahnheilkunde und eröffnete 1949 nach Tätigkeit im Zahnambulatorium Linz bei der oberösterreichischen Gebietskrankenkasse eine zahnärztliche Privatpraxis in Linz. 1958 wurde er amnestiert.

## Funktionen
Baumgartner war bis 1932 politisch nicht aktiv, trat jedoch zum 29. Mai 1932 der NSDAP bei (Mitgliedsnummer 1.081.439). Er war in der Ortsgruppe Enknach aktiv und trat 1932 zudem der SA bei. Dort wurde er Sanitätsoberführer in der SA-Gruppe Alpenland und später Sanitätsbrigadeführer. Des Weiteren schloss er sich dem Nationalsozialistischen Ärztebund an und wurde dessen Gauobmann für Oberösterreich. Nach dem „Anschluss Österreichs“ übernahm er 1938 das Amt des Präsidenten der Ärztekammer für Oberdonau und war in dieser Funktion auch Gauamtsleiters für Volksgesundheit.